# Сарк
Сарк (енгл. Sark, фр. Sercq, сарк. Sèr или Cerq) мало је острво у југозападном делу Ла Манша. Припада Каналским острвима и део је бејлифа Гернзи. Сарк има површину од 5,45 km². На острву нема аутомобилског саобраћаја, а дозвољене су само кочије коју вуку коњи, бицикли, трактори и багији на батерије или моторизовани бицикли за старе или онемоћале особе. Путници и роба стижу трајектом са Гернзија и превозе се од пристаништа возилима која вуку трактори. Главни извори прихода Сарка су туризам, занатство и финансије.
Острво Сарк је до 9. априла 2008. било уређено као феуд, када је укинуло последњи преостали феудални систем у Европи.
По процени из 2013. на острву живи око 600 становника.